# Cyrtopodium parviflorum
Cyrtopodium parviflorum é uma orquídea do gênero Cyrtopodium, de hábito paludícula, terrestre ou rupícula, com habitat muito diversificado e grandemente distribuido em praticamente todas as regiões brasileiras. Como paludícula, cresce em solo permanentemente úmido (veredas), seus pseudobulbos são maiores e haste floral chegando a 1 m. Como terreste e rupícula, seus pseudobulbos são menores e haste floral em média com 20 cm, se assemelhando e facilmente confundido, quando não florido, com o cyrtopodium lammelaticallosum e cyrtopodium cristatum, pois essas espécies são encontradas no mesmo tipo de habitat: campos rupestres e de altitude ( especialmente na Serra do Cipó e Serra da Moeda, ambas em Minas Gerais) .

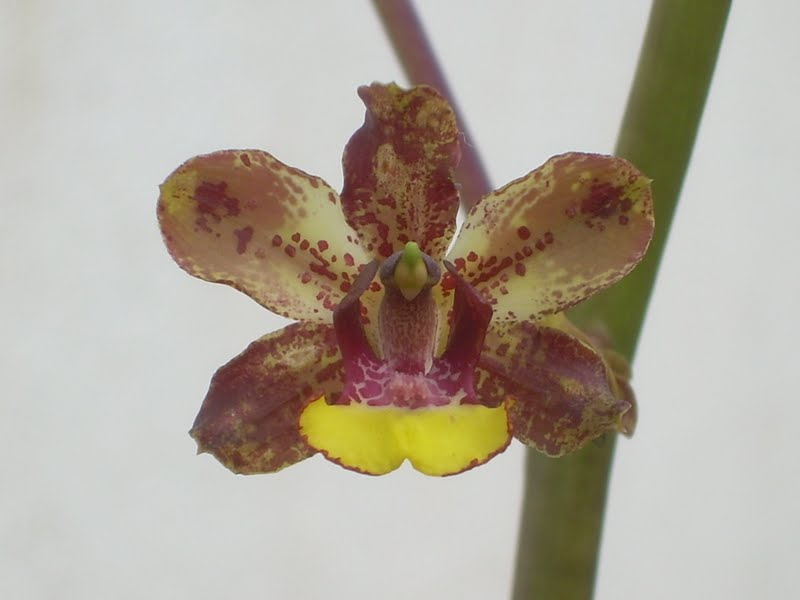
Aspecto da flor de um Cyrtopodium parviflorum de hábito paludículo

Cyrtopodium parviflorum possui uma característica incomum no género que o faz ser facilmente identificado dentre as outras espécies do gênero, independente da época do ano: normalmente no gênero cyrtopodium os pseudobulbos maduros desprendem suas folhas secas expondo uma espécie de espinho na base da folha, o que geralmente não ocorre com Cyrtopodium parviflorum. Suas folhas secas permanecem fixas ao pseudobulbo e se nota uma certa dificuldade de destaca-los, mesmo após 1 ano das mesmas estarem secas.
Floresce na primavera.